# 西昌拟管螺
西昌拟管螺（学名：Hemiphaedusa xichangensis）是柄眼目烟管蜗牛科台湾纺锤烟管蜗牛属的一种。
主要分布于中国大陆，常栖息在阴暗潮湿、多腐殖质的环境。

## 外部連結
- 維基物種上的相關：西昌拟管螺